# ريتندون
ريتندون، قرية صغيرة في حي تشيلمسفورد في إسكس، إنجلترا. تبعد حوالي 8 أميال (13 كم) جنوب شرق مدينة تشيلمسفورد. تقع بالقرب من نهر كراوتش على الطريق 130.

## التعليم

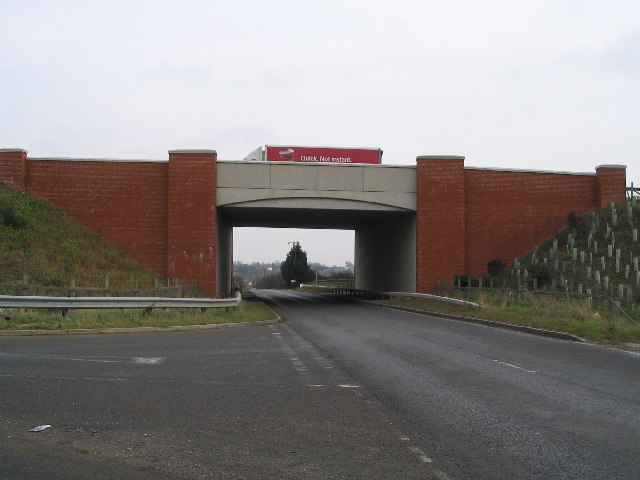
جسر الطريق A130

يوجد في ريتندون مدرسة ابتدائية تقع على الطريق الرئيسي الذي يمر عبر القرية.